# Peñadil, Montecillo y Monterrey
Peñadil, Montecillo y Monterrey este o arie protejată (arie specială de conservare — SAC, sit de importanță comunitară — SCI) din Spania întinsă pe o suprafață de 3.072,78 ha, integral pe uscat.

## Localizare
Centrul sitului Peñadil, Montecillo y Monterrey este situat la coordonatele 41°57′31″N 1°36′26″W / 41.9586°N 1.6073°V.

## Înființare
Situl Peñadil, Montecillo y Monterrey a fost declarat sit de importanță comunitară în martie 1999 pentru a proteja 18 specii de animale. Situl a fost protejat și ca arie specială de conservare în decembrie 2006.

## Biodiversitate
Situată în ecoregiunea mediteraneană, aria protejată conține 7 habitate naturale: Vegetație gipsofilă iberică (Gypsophiletalia), Galerii și tufărișuri riverane sudice (Nerio-Tamaricetea și Securinegion tinctoriae), Pășuni mediteraneene udate de apa mării (Juncetalia maritimi), Pseudostepă cu ierburi și specii anuale de Thero-Brachypodietea, Tufărișuri halofile mediteraneene și termo-atlantice (Sarcocornetea fruticosi), Tufărișuri halo-nitrofile (Pegano-Salsoletea), Lande oro-mediteraneene cu formațiuni endemice de grozamă.
La baza desemnării sitului se află mai multe specii protejate de  păsări (18): fâsă-de-câmp (Anthus campestris), acvilă de munte (Aquila chrysaetos), buha (Bubo bubo), pasărea ogorului (Burhinus oedicnemus), ciocârlie-cu-degete-scurte (Calandrella brachydactyla), Chersophilus duponti, erete de stuf (Circus aeruginosus), erete vânăt (Circus cyaneus), erete cenușiu (Circus pygargus), șoim de iarnă (Falco columbarius), Falco naumanni, Galerida theklae, ciocârlie de bărăgan (Melanocorypha calandra), Pterocles alchata, Pterocles orientalis, Pyrrhocorax pyrrhocorax, silvie de tufiș (Sylvia undata), spârcaci (Tetrax tetrax).
Pe lângă speciile protejate, pe teritoriul sitului au mai fost identificate 2 specii de plante, 1 specie de păsări, 1 specie de reptile.